# Evippa eltonica
Evippa eltonica là một loài nhện trong họ Lycosidae.
Loài này thuộc chi Evippa. Evippa eltonica được Peter Mikhailovitch Dunin miêu tả năm 1994.